# Ophidiaster cribrarius
Ophidiaster cribrarius är en sjöstjärneart som beskrevs av Lutken 1871. Ophidiaster cribrarius ingår i släktet Ophidiaster och familjen Ophidiasteridae. Inga underarter finns listade i Catalogue of Life.